# Yuzo Kurihara
Yuzo Kurihara (栗原 勇蔵, Kurihara Yuzo, Yokohama, 18 september 1983) is een Japans voormalig voetballer die als verdediger speelde.

## Clubcarrière
Yuzo Kurihara tekende in 2002 bij Yokohama F. Marinos.

## Interlandcarrière
Yuzo Kurihara debuteerde in 2006 in het Japans nationaal elftal en speelde 12 interlands, waarin hij 2 keer scoorde.

## Statistieken
| Japans voetbalelftal | Japans voetbalelftal | Japans voetbalelftal |
| Jaar                 | Wed.                 | Dlp.                 |
| -------------------- | -------------------- | -------------------- |
| 2006                 | 1                    | 0                    |
| 2007                 | 0                    | 0                    |
| 2008                 | 0                    | 0                    |
| 2009                 | 0                    | 0                    |
| 2010                 | 4                    | 0                    |
| 2011                 | 3                    | 0                    |
| 2012                 | 5                    | 2                    |
| 2013                 | 7                    | 1                    |
| Totaal               | 20                   | 3                    |